# トニー・エスポジト
トニー・エスポジト（Tony Esposito, 1943年4月23日 - 2021年8月10日）は、カナダ連邦オンタリオ州スーセントマリー出身のプロアイスホッケー選手。ポジションはゴールテンダー。
キャリアの大部分はシカゴ・ブラックホークスで過ごした。兄のフィル・エスポジトと共にホッケーの殿堂入りを果たしている。現在広く使われるようになったバタフライスタイルの先駆者の1人である。

## 経歴
ミシガン工科大学では3回オールアメリカンに選出され、1965年のNCAA男子アイスホッケー選手権制覇にも貢献した。現在でも大学記録である防御率2.55、大学歴代2位のセーブ率91.2%の数字を残している。
1967年 - 1968年シーズンよりウェスタン・ホッケー・リーグのバンクーバー・カナックスで、1968年 - 1969年シーズンよりセントラル・ホッケー・リーグのヒューストン・アポロズでプレーした。同シーズンにNHLのモントリオール・カナディアンズでもプレーした。このシーズン、カナディアンズではゴールテンダー2名が負傷したこともあり、13試合に出場、兄のフィル・エスポジトが率いるボストン・ブルーインズとの試合では兄に2ゴールを決められ2対2のタイに終わった。2人のゴールテンダーが復帰すると再びマイナーに戻ったがプレーオフでゴールテンダー1人が負傷したため、控えとしてカナディアンズに復帰した。当時カナディアンズには2人のゴールテンダー以外にも若手で将来を期待された選手が多くいた。そのため彼はウェイバー公示されシカゴ・ブラックホークスに移籍した。そこで15ものNHL完封記録を樹立する活躍を見せて防御率2.17、カルダー記念賞とヴェジーナ賞の両方を獲得し、ハート記念賞投票でも2位となり、NHLオールスターゲームに選ばれた。この年、彼は「トニー・ゼロ」と呼ばれた。
1970年 - 1971年シーズンも彼は素晴らしい活躍を見せ、チームはウェスト・ディビジョン1位でシーズンを終えて、スタンレー・カップファイナルまで進出したが3勝4敗でモントリオール・カナディアンズに敗れた。再びヴェジーナ賞を獲得。
1971年 - 1972年シーズンも彼は防御率1.77と活躍し、バックアップゴールテンダーであるゲーリー・スミス（Gary Smith）と共にヴェジナ・トロフィーを獲得した。またNHLオールスターファーストチームにも選ばれた。
1972年にソ連代表との間で行われたサミット・シリーズにカナダ代表としてケン・ドライデン、エディー・ジョンストンと共に選ばれ、3人の中では最も良い防御率を残した。
1972年 - 1973年シーズン、チームはボビー・ハルが退団したもののディビジョン優勝を果たし、スタンレー・カップファイナルに進出したが2勝4敗でカナディアンズに敗れた。
1973年 - 1974年シーズン、完封勝利10回、防御率2.04の活躍を見せて、フィラデルフィア・フライヤーズのバーニー・ペアレントとヴェジーナ賞を分け合った。
その後数シーズン、ブラックホークスは低迷したが彼は活躍を見せ続けた。1979年 - 1980年シーズンには6試合で完封勝利し3度目のオールスターファーストチームに選ばれた。また、1977年のアイスホッケー世界選手権にも代表として出場している。
1981年にアメリカ合衆国の市民権を獲得してカナダカップにアメリカアメリカ合衆国代表として出場した。1983年 - 1984年シーズンを最後に現役引退した。
1988年にはホッケーの殿堂入りを果たした。また、彼の背番号35番はブラックホークスの永久欠番となっている。
エスポジトは後にピッツバーグ・ペンギンズのマネージャーとして活躍。また1991年には兄によって、タンパベイ・ライトニングのスカウトとして採用され、1998年まで兄弟でチーム運営にかかわった。ザ・ホッケー・ニュースが選ぶ偉大なホッケー選手100人の79位に選ばれた。
2021年8月10日、膵がんのため78歳で死去。

## 詳細情報

### 受賞歴
- スタンレーカップ・ファイナル優勝（1969年）
- カルダー記念賞（1970年）
- NHLファーストオールスターチーム（1970年、1972年、1980年）
- NHLセカンドオールスターチーム（1973年、1974年）
- ヴェジーナ賞（1970年、1972年、1974年）

### 代表歴
- 1972年サミット・シリーズ代表、1977年アイスホッケー世界選手権代表
- 1981年カナダカップアメリカ代表